# Uzemain
Uzemain är en kommun i departementet Vosges i regionen Grand Est (tidigare regionen Lorraine) i nordöstra Frankrike. Kommunen ligger i kantonen Xertigny som tillhör arrondissementet Épinal. År 2022 hade Uzemain 1 050 invånare.

## Befolkningsutveckling
Antalet invånare i kommunen Uzemain
| Referens: INSEE |